# Parti Solidaire Africain
De Parti Solidaire Africain (PSA), letterlijk vertaald als Afrikaanse Solidariteitspartij, was een politieke partij actief in Belgisch-Congo en vervolgens in de Republiek Congo nadat het land onafhankelijk werd.

## Geschiedenis
De PSA werd gevormd in de nasleep van een reeks rellen in Leopoldstad in 1959, die leidden tot de snelle groei van Afrikaanse nationalistische partijen en ertoe leidden dat de Belgische regering aankondigde dat onafhankelijkheid voor de kolonie zijn langetermijndoel was. Het werd formeel opgericht op 1 februari 1959. De President-Generaal van de nieuwe partij was Antoine Gizenga, terwijl Cléophas Kamitatu diende als Provinciaal President.
De PSA werd al snel een van de best georganiseerde partijen, en vestigde een sterke basis onder de landelijke gemeenschappen van de districten Kwango en Kwilu van het land. Samen met het Mouvement National Congolais was het PSA ongebruikelijk onder de nieuwe partijen omdat het zich niet identificeerde met één etnische groep, maar eerder een ideologie predikte.
Na de verkiezingen van 1960 maakte de partij deel uit van de inaugurele post-onafhankelijkheidscoalitieregering van Patrice Lumumba. Echter, de eliminatie Lumumba in 1961 zag het PSA in de oppositie gaan. De opstand die uitbrak in Kwilu tijdens de Congocrisis was het werk van een vleugel van het PSA onder de maoïst Pierre Mulele. Effectief buitenspel gezet van de mainstream politiek, verdween het PSA volledig na de opkomst van Joseph-Désiré Mobutu in 1965.